# گریس‌ویل (مینه‌سوتا)
گریس‌ویل، مینه‌سوتا (به انگلیسی: Graceville, Minnesota) یک شهر در ایالات متحده آمریکا است که در شهرستان بیگ استون، مینه‌سوتا واقع شده‌است.

## خصوصیات
گریس‌ویل ۱٫۵۰ کیلومترمربع مساحت و ۵۷۷ نفر جمعیت دارد و ۳۳۹ متر بالاتر از سطح دریا واقع شده‌است.